# 兵庫県道172号石生停車場線
兵庫県道172号石生停車場線（ひょうごけんどう172ごう いそうていしゃじょうせん）は、兵庫県丹波市を通る一般県道である。

## 概要
丹波市氷上町石生から丹波市春日町坂に至る。

### 路線データ
- 起点：丹波市氷上町石生（石生停車場[1]：JR西日本福知山線 石生駅前）
- 終点：丹波市春日町坂[1]（126番1[2]：坂交差点、国道175号交点）
- 総延長：1.341 km

## 歴史
- 2022年（令和4年）4月1日 - 従来は石生停車場から丹波市氷上町石生に至る短い県道であったが、丹波市春日町坂までの路線に変更された[1][2]。

## 地理

### 通過する自治体
- 丹波市

### 交差する道路
| 交差する道路 | 交差する場所 | 交差する場所    |
| ------------ | ------------ | --------------- |
| 国道175号    | 春日町坂     | 坂交差点 / 終点 |

### 沿線
- JR西日本福知山線 石生駅